# Cesta na Měsíc
Cesta na Měsíc (ve francouzském originále Le Voyage dans la Lune) je francouzský němý černobílý vědeckofantastický film z roku 1902. Je volně inspirován dvěma populárními romány tehdejší doby, Ze Země na Měsíc od Julese Verna a První lidé na Měsíci od H. G. Wellse. Film napsal i režíroval Georges Méliès s pomocí svého bratra Gastona. Cesta na Měsíc má 14 minut při 16 snímcích za sekundu.
Cesta na Měsíc je považována za první široce distribuovaný film, který vypráví kompletní příběh, a zároveň za film, díky němuž se z kina stalo médium vyprávějící příběhy. Dřívější filmy byly většinou krátké (méně než jedna minuta) klipy z každodenního života, jako například Dělníci odcházející z Lumièrovy továrny, nebo Příjezd vlaku od bratrů Lumièrových, které byly populární jen díky novotě kinematografie. Cesta na Měsíc je považována za první vědeckofantastický film a používá inovativní animace a speciální efekty.

## Příběh
Na setkání astronomů jeden z nich navrhne ostatním cestu na Měsíc. Přes určitý nesouhlas šest statečných astronomů souhlasí s plánem. Postaví kapsli ve tvaru projektilu a obrovský kanón, kterým ji hodlají do vesmíru vystřelit. Astronomové nastoupí a kapsle je vystřelena za asistence skupiny krásných žen (hrají je sboristky Folies Bergères). Měsíc sleduje přibližující se kapsli a ta ho zasáhne do oka.
Po bezpečném přistání na Měsíci astronomové vystoupí na povrch a v dáli sledují Zemi. Něco poté poblíž nich exploduje. Astronomové rozbalí své deky a jdou si zdřímnout. Zdá se jim o božských dívkách z Folies-Bergères, jejichž tváře se objevují ve hvězdách Velkého vozu. Místo nich se za chvíli objeví Saturn, který je sleduje z okna své planety a Phoebe, bohyně Měsíce, sedící na srpku měsíce. Phoebe přivolá sněžení, které astronomy probudí. Ti se chtějí ukrýt v jeskyni, kde objeví obrovské houby. Jeden astronom otevře svůj deštník, aby porovnal jeho velikost s houbami, ale z deštníku se stane houba. V té chvíli se objeví Selenité, obyvatelé Měsíce, z poloviny lidé, z poloviny hmyz. Jeden z astronomů prvního Selenitu zabije tak, že jej udeří svým deštníkem a ten exploduje. Objevují se však další Selenité, pro astronomy je těžké se ubránit a jsou Selenity zajati a přivedeni k jejich králi. Jeden z astronomů zvedne krále z jeho trůnu, udeří jím o zem, a tak ho zabije.
Astronomové běží zpět ke své kapsli a pět se jich dostane dovnitř. Šestý použije lano, aby přetáhl kapsli přes okraj Měsíce do vesmíru. Selenité se pokusí kapsli v poslední chvíli získat a jeden z nich se jí drží ve chvíli, kdy padá do vesmíru. Astronom, kapsle a jeden Selenita padají vesmírem a přistanou v oceánu, odkud jsou lodí zachráněni a odvezeni na břeh.

## Recenze
Cesta na měsíc – (Voyage dans la Lune) – 75 % na FilmCZ -

## Poznámka
Poslední scéna, kde jsou astronomové oslavování po návratu, není v současnosti součástí filmu. Dlouho se předpokládalo, že tato část filmu je ztracena, ale nedávno byly fragmenty poslední scény nalezeny.

## Zajímavosti
- Méliès chtěl vydat film po celých Spojených státech a vydělat na tom, ale Thomas Alva Edison udělal tajně několik kopií a sám je distribuoval a vydělával na nich. Méliès z toho nikdy neprofitoval.
- Scéna, kdy je Měsíc zasažen do oka, je jedním z prvních použití stop-motion animace.
- Tento film inspiroval videoklipy Heaven for Everyone od Queen z roku 1995 a Tonight, Tonight od Smashing Pumpkins z roku 1996.
- Záběr z filmu je použit ve videoklipu k písni "Man on the Moon" od R.E.M.
- V roce 2002 byl ve francouzské stodole nalezen zatím nejkompletnější sestřih filmu, který byl navíc ručně obarven. Film byl restaurován a měl premiéru v roce 2003 na festivalu Le Giornate del Cinema Muto.
- Film je parodován v epizodě The Series Has Landed seriálu Futurama, kde Bender vrazí láhev piva do oka maskota měsíčního parku.
- Parodie filmu se také objevila v seriálu Simpsonovi v epizodě Moe Letter Blues pod názvem Smrt kočky na měsíci, kde film natočily hlavní postavičky z Itchy & Scratchy Show.
- Záběry přistání na Měsíci byly použity ve filmu The Adventures of Pluto Nash.
- Natáčení tohoto filmu a jeho tvůrci, kterým byl Georges Méliès, se věnuje film Hugo a jeho velký objev z roku 2011.